# 西衡州
西衡州，中国南北朝时设置的州。
南朝梁改衡州置，治所在含洭县（今广东省英德市西北浛洸）。辖境相当今广东省英德、清远、佛冈一带。隋朝开皇九年（589年）改为洭州。